# نهائي كأس ألمانيا 2000
نهائي كأس ألمانيا 2000 هي المباراة النهائية من منافسة كأس ألمانيا 1999–2000، أقيمت المباراة في 6 مايو 2000، في الملعب الأولمبي، بين فريقي فيردر بريمن، وبايرن ميونخ، وفاز فيها بايرن ميونخ، بعد أن هزم فيردر بريمن، بنتيجة 0 - 3، وكان حكم المباراة Alfons Berg ‏، وحضر المباراة 76000 شخصاً.

## تفاصيل المباراة
لعبت المباراة النهائية في 6 مايو 2000.
| فيردر بريمن | 0 -3 | بايرن ميونخ                                           |
| ----------- | ---- | ----------------------------------------------------- |
|             |      | جيوفاني إلبر 57 ' · باولو سيرجيو 83 ' · محمد شول 90 ' |